# Alura Jenson
Alura Jenson (Florencia, 31 de mayo de 1977) es una ex actriz pornográfica y modelo erótica estadounidense.

## Biografía
Nació en la ciudad de Florencia, en la Toscana italiana, en mayo de 1977, como Elizabeth Marie Spraggins. Es hija de padres estadounidenses que trabajaban para las Fuerzas Armadas de los Estados Unidos en el país trasalpino. Un año después de nacer, la familia regresó a los Estados Unidos, instalándose en una pequeña localidad de Nueva Jersey, cerca de la frontera con Pensilvania.
Después de graduarse en el Instituto, y siguiendo los pasos de sus padres, Alura decidió alistarse en las Fuerzas Armadas, pasando más de una década trabajando como especialista en rehabilitación física para la Armada y el Ejército. Durante este tiempo, se casó con su primer marido y dio a luz a sus dos hijos. Sus embarazos hicieron que aumentara de peso, lo que la llevó a seguir un estricto régimen de ejercicio para recuperar la forma, iniciando su pasión por el culturismo.
En 2010 pidió el divorcio de su marido y la licencia de las Fuerzas Armadas para trasladarse a Las Vegas, donde comenzó a trabajar como estríper en el Palomino Club. En esta etapa también empezó como modelo erótica y de bondage.
En 2012, a la edad de 35 años, entró en la industria pornográfica. Al igual que otras tantas actrices que comenzaron su carrera con más de treinta años, por su físico, edad, porte y atributos, fue etiquetada como una actriz MILF. Muchas de sus películas tratan esta temática, así como la de la dominación, destacando Alura Jenson también por sus papeles de dominatrix.
Como actriz ha trabajado para estudios como Naughty America, Lethal Hardcore, Brazzers, Wicked, Evil Angel, Jules Jordan Video, Kink.com, Girlfriends Films, Reality Kings, Devil's Film, Zero Tolerance o Bangbros, entre otros.
Algunos de sus trabajos destacados de su filmografía son Anal Craving MILFs, Ass Fucking Inc, Interracial Affair 2, MILFS Like It Black, Strapped-On Blondes, Super Racks 2 o Way Over 40.
Ha grabado más de 650 películas como actriz.

## Premios y nominaciones
| Año  | Ceremonia    | Resultado | Premio                        | Trabajo |
| ---- | ------------ | --------- | ----------------------------- | ------- |
| 2015 | Premios AVN  | Nominada  | Premio fan: MILF más caliente | —       |
| 2018 | Premios AVN  | Nominada  | Premio fan: MILF más caliente | —       |
| 2019 | Premios AVN  | Ganadora  | Premio fan: Mejor artista BBW | —       |
| 2021 | Premios XBIZ | Nominada  | Artista MILF del año          | —       |